# 女性宮家
女性宮家（じょせいみやけ）は、平成中期より日本の皇室に絡んで使用されるようになった用語の一つ。宮家とは「結婚などに伴い天皇から贈られた宮号を持つ皇族家」を指し、皇族女性が結婚後も皇室を離れず、一代のみではない家を創設する場合を「女性宮家」と称する。

## 経緯

### 江戸時代以前
日本における皇位継承は、その歴史上一つの例外もなく、初代・神武天皇の男系の子孫（当人から父方の祖先をさかのぼると神武天皇にたどり着くこと）を要件とした。そのため、宮号もまた、男系男子による継承を原則としており、宮号の保有者に直系の男系男子がいない場合でも、他の宮家、あるいは時の天皇の直系の男系男子に宮号を継承させていた。
淑子内親王（仁孝天皇の第三皇女）は、弟の節仁親王の薨去後に桂宮の宮号を継承しているが、あくまで財産管理のために独身の内親王が宮号を継いだだけであり、「女性宮家」を創設したわけではないとする見解もある。

### 明治から昭和まで
その後、旧皇室典範のもとでは、「女性皇族が天皇及び皇族以外の男子と結婚した場合は、皇族ではなくなる（第12条）」ことが規定されているなど、皇位、および皇族の立場の男系継承の原則が明文化された。この規定のもとでは、女性皇族（内親王・女王）が婚姻した際には、相手が皇族であった場合は、相手が継承、あるいは創設した宮家の配偶者となり、相手が一般国民であった場合は、臣籍降下により皇族でなくなるので、いずれにしても、女性が宮号を継承することはなくなった。この原則は、現皇室典範においても引き続き適用された。
なお、宮家の成員が女性のみになった場合において未亡人である親王妃/王妃が宮家の当主格になるが、この事例は女性宮家には該当しないとされる（遺児である内親王/女王が宮家の当主格になることについては女性宮家に該当するか否かは不明）。また、このケースにおいては、宮家の男性皇族の死去前に未亡人である親王妃/王妃が夫の子を妊娠していて夫の死後に男児を出産するという事例を除けば男系での宮号の継承が不可能であるため、親王妃/王妃の薨去、内親王/女王の薨去あるいは婚姻による皇籍離脱で、該当の宮家は廃絶となり、宮号は女系で継承されることはない。

### 平成以降
中長期的に皇室が存続するためには、若年の男性皇族が一定数存在することが必要条件だったが、昭和後期以降、男性皇族が誕生しない時期が続き、平成17年（2005年）には、30代以下の男性皇族が不在になり、皇統断絶の危機が生じた。これを受けて、一定数の皇族、あるいは皇位継承権者の人員の確保を目的として政府内で議論が重ねられるなかで、女性宮家の制度の導入などが選択肢として議論された。ただし、それぞれの議論時、あるいは論者によって、"女性宮家"が何を指すのかは、一定でない。
小泉内閣時の議論
2005年、第2次小泉内閣が皇室典範に関する有識者会議を設置、皇位継承の方式について議論が行われた。同年に提出された報告書では、皇族の立場および皇位継承権を女系（神武天皇以来の男系に限定しない、歴代の天皇の直系の子孫全員）に拡大することが提唱されていた。皇室典範改正案もこの時準備されたが、翌年に悠仁親王が誕生、直近の皇室廃絶の危機は回避されたため、国会提出は見送られた。
野田内閣時の議論
2012年、野田内閣において、女性皇族の結婚・皇籍離脱に伴う皇室成員の減少の問題について有識者会議が組織された。同会議での議論を経て、女性皇族が結婚後も皇室に残れる「女性宮家」の創設を検討すべきだ、という提言がまとめられた。しかし同年末に野田内閣は総辞職、次いで首相になった安倍晋三は、本議論が行われていた段階で月刊誌に論考を発表、女性宮家の創設案を、女性天皇や女系天皇の即位につながりかねないとして否定し、旧宮家の皇籍復帰も考えるべきだ、と論じた。首相就任後の2013年1月には「野田前内閣が検討を進めていた女性宮家の問題については慎重な対応が必要だ」と否定的な見解を示し、議論は自然消滅した。
菅内閣時の議論
2021年、菅義偉内閣において、「天皇の退位等に関する皇室典範特例法案に対する附帯決議」に関する有識者会議が組織された。同会議では、（中長期的な）皇位継承問題と分ける形で皇族数の確保についても言及しており、
- 内親王・女王が婚姻後も皇族の身分を保持することとすること
- 皇族には認められていない養子縁組を可能とし、皇統に属する男系の男子（旧皇族）を皇族とすること

が方途として提言された。これにより、例えば女性皇族と男性旧皇族との婚姻により男性旧皇族が皇籍復帰する場合においては、前述の淑子内親王の先例で想定されたように、女系で宮号が継承される可能性が示されたことになる。

## 法的見解
皇位継承は日本国憲法第2条とそれを受けた皇室典範に規定されており、『皇位の世襲』については政府見解においても学説においても『男系』であると解する見解が多数派である。皇室典範第一条が男系男子の継承を規定しているのはそれを確認するものであると解されている。また、憲法第2条は憲法第14条の特別規定であり、皇室典範によって女性天皇が認められていないことは憲法違反ではないと解されている。また皇位につく資格は基本的人権に含まれておらず、同じく皇室典範が女性天皇を認めていないことは、男女差別撤廃条約に違反するものではないと国会論議において確認されている。
歴史上まったく例をみない「女性宮家」については「新たな身分制度」の創出にあたり、「華族その他の貴族の制度」を禁止した憲法第十四条第二項に違反する憲法違反行為の疑いも指摘されている。
また「女性宮家」創設は女系天皇につながるものであり、日本国憲法第二条の「皇位の世襲」を「男系」と解釈する国会議論の多数と学会の通説にも反する憲法違反の可能性も指摘されている。

## 問題点
「女性宮家」の創出は「女系天皇」につながる可能性が指摘されており、歴史的にも法的にも問題があるとの声がみられる。「女性宮家」創設には男性配偶者とその子供の地位や戸籍、姓、皇族費などの制度上の問題が生じる。「新たな身分制度」の創出にもあたり、「華族その他の貴族の制度」を禁止した憲法第十四条第二項に違反する憲法違反行為の疑いも指摘されている。
また女系皇族に皇位継承権を付与した場合、女系天皇への道を開くこととなり憲法違反となる可能性が高いことも指摘されている。

## 代替案
代替案として旧皇室典範第四十四条に規定のあった女性皇族が婚姻によって皇籍離脱後も特例として「内親王」「女王」を名乗ることができる「尊称案」が提示されている。「尊称」については旧憲法下においても李王家に嫁がれた梨本宮方子女王の例があり、江戸時代には和宮親子内親王や摂関家に嫁がれた八方の皇女に内親王の尊称が与えられた例が見られるという。

## 資料

### 現行の皇位継承権者
| 順位  | 画像 | 皇位継承資格者 | 読み         | 読み     | 性別 | 生年月日                    | 現年齢 | 今の天皇から見た続柄       | 摂政就任順位 |                |                |          |      |                             |      |                        |       |
| ----- | ---- | -------------- | ------------ | -------- | ---- | --------------------------- | ------ | -------------------------- | ------------ | -------------- | -------------- | -------- | ---- | --------------------------- | ---- | ---------------------- | ----- |
| 順位  | 画像 | 皇位継承資格者 | 第1位        |          | 性別 | 生年月日                    | 現年齢 | 今の天皇から見た続柄       | 摂政就任順位 | 秋篠宮文仁親王 | あきしののみや | ふみひと | 男性 | 1965年11月30日 （昭和40年） | 59歳 | 弟 / 上皇明仁第2皇男子 | 第1位 |
| 第2位 |      | 悠仁親王       |              | ひさひと | 男性 | 2006年09月06日 （平成18年） | 18歳   | 甥 / 秋篠宮文仁親王第1男子 | 第2位        |                |                |          |      |                             |      |                        |       |
| 第3位 |      | 常陸宮正仁親王 | ひたちのみや | まさひと | 男性 | 1935年11月28日 （昭和10年） | 89歳   | 叔父 / 昭和天皇第2皇男子   | 第3位        |                |                |          |      |                             |      |                        |       |

### 未婚の女性皇族
|   |  | 名         | 読み   | 御称号 | 生年月日                   | 現年齢 | 続柄                                       | 世数 | 摂政就任順位 |
| - |  | ---------- | ------ | ------ | -------------------------- | ------ | ------------------------------------------ | ---- | ------------ |
| 1 |  | 愛子内親王 | あいこ | 敬宮   | 2001年（平成13年）12月1日  | 23歳   | 皇女 今上天皇第一皇女子                    | 一世 | 6            |
| 2 |  | 佳子内親王 | かこ   |        | 1994年（平成6年）12月29日  | 30歳   | 皇姪 上皇の皇孫 文仁親王第二女子           | 二世 | 7            |
| 3 |  | 彬子女王   | あきこ |        | 1981年（昭和56年）12月20日 | 43歳   | 皇再従妹 大正天皇の皇曾孫 寬仁親王第一女子 | 三世 | 8            |
| 4 |  | 瑶子女王   | ようこ |        | 1983年（昭和58年）10月25日 | 41歳   | 皇再従妹 大正天皇の皇曾孫 寛仁親王第二女子 | 三世 | 9            |
| 5 |  | 承子女王   | つぐこ |        | 1986年（昭和61年）3月8日   | 39歳   | 皇再従妹 大正天皇の皇曾孫 憲仁親王第一女子 | 三世 | 10           |

※順序は、摂政の就任順。（成年に達した場合の順序。皇位継承の順序に準ずる。）

### 既婚の元皇族女性
|   |  | 姓名      | 読み          | 御称号             | 皇族としての 身位 | 生年月日                   | 現年齢 | 天皇から見た続柄 / 皇統                             |
| - |  | --------- | ------------- | ------------------ | ----------------- | -------------------------- | ------ | --------------------------------------------------- |
| 1 |  | 小室眞子1 | こむろ まこ   |                    | 内親王            | 1991年（平成3年）10月23日  | 33歳   | 皇姪 / 秋篠宮文仁親王第一女子                       |
| 2 |  | 黒田清子2 | くろだ さやこ | 紀宮（のりのみや） | 内親王            | 1969年（昭和44年）4月18日  | 56歳   | 皇妹 / 第125代天皇上皇第一皇女子                    |
| 3 |  | 池田厚子3 | いけだ あつこ | 順宮（よりのみや） | 内親王            | 1931年（昭和6年）3月7日    | 94歳   | 皇伯母 / 昭和天皇第四皇女子                         |
| 4 |  | 島津貴子4 | しまづ たかこ | 清宮（すがのみや） | 内親王            | 1939年（昭和14年）3月2日   | 86歳   | 皇叔母 / 昭和天皇第五皇女子                         |
| 5 |  | 近衞甯子5 | このえ やすこ |                    | 内親王            | 1944年（昭和19年）4月26日  | 81歳   | 大正天皇の皇孫/ 三笠宮崇仁親王第一女子              |
| 6 |  | 千容子6   | せん まさこ   |                    | 内親王            | 1951年（昭和26年）10月23日 | 73歳   | 大正天皇の皇孫/ 三笠宮崇仁親王第二女子              |
| 7 |  | 千家典子7 | せんげ のりこ |                    | 女王              | 1988年（昭和63年）7月22日  | 36歳   | 皇再従妹 / 大正天皇の皇曾孫/ 高円宮憲仁親王第二女子 |
| 8 |  | 守谷絢子8 | もりや あやこ |                    | 女王              | 1990年（平成2年）9月15日   | 34歳   | 皇再従妹 / 大正天皇の皇曾孫/ 高円宮憲仁親王第三女子 |

- ^1 - 2021年（令和3年）10月26日結婚（30歳）：小室圭（けい）夫人。
- ^2 - 2005年（平成17年）11月15日結婚（36歳）：黒田慶樹（よしき）夫人。
- ^3 - 1952年（昭和27年）10月10日結婚（21歳）：池田隆政（たかまさ）夫人。
- ^4 - 1960年（昭和35年）3月10日結婚（21歳）：島津久永（ひさなが）夫人。
- ^5 – 1966年（昭和41年）12月18日結婚（22歳）：近衞忠煇（ただてる）夫人。
- ^6 – 1983年（昭和58年）10月14日結婚（31歳）：千宗室（そうしつ）夫人。
- ^7 – 2014年（平成26年）10月5日結婚（26歳）：千家国麿（くにまろ）夫人。
- ^8 – 2018年（平成30年）10月29日結婚（28歳）：守谷慧（けい）夫人。

## 関連書籍
- 所功『皇室典範と女性宮家』勉誠出版、2012年。ISBN 978-4585230151。
- 笠原英彦『皇室がなくなる日』新潮選書、2017年。ISBN 9784106037962。
- 大原康男『詳録・皇室をめぐる国会議論』展転社、1997年10月20日。
- 百地章『憲法における天皇と国家』成文堂、2024年3月20日。
- 櫻井よしこ・竹田恒泰・百地章『「女性宮家創設」ここが問題の本質だ！』明成社、2017年7月11日。